# Linwood, Lincolnshire
Linwood är en ort och civil parish i Storbritannien.   Den ligger i grevskapet Lincolnshire och riksdelen England, i den sydöstra delen av landet, 200 km norr om huvudstaden London. Linwood ligger 30 meter över havet och antalet invånare är 122.
Terrängen runt Linwood är platt. Runt Linwood är det ganska tätbefolkat, med 72 invånare per kvadratkilometer. Närmaste större samhälle är Lincoln, 19,3 km sydväst om Linwood. Trakten runt Linwood består till största delen av jordbruksmark.